# Lewis D. Thill
Lewis Dominic Thill (* 18. Oktober 1903 in Milwaukee, Wisconsin; † 6. Mai 1975 in San Diego, Kalifornien) war ein US-amerikanischer Politiker. Zwischen 1939 und 1943 vertrat er den Bundesstaat Wisconsin im US-Repräsentantenhaus.

## Werdegang
Lewis Thill besuchte die öffentlichen Schulen seiner Heimat und studierte danach bis 1926 an der Marquette University in Milwaukee. Anschließend besuchte er die Harvard Graduate School und die Northwestern University in Evanston (Illinois). Nach einem Jurastudium an der University of Wisconsin–Madison und seiner im Jahr 1932 erfolgten Zulassung als Rechtsanwalt begann er in Milwaukee seinem neuen Beruf zu arbeiten. Gleichzeitig schlug er als Mitglied der Republikanischen Partei eine politische Laufbahn ein.
Bei den Kongresswahlen des Jahres 1938 wurde er im fünften Wahlbezirk von Wisconsin in das US-Repräsentantenhaus in Washington, D.C. gewählt, wo er am 3. Januar 1939 die Nachfolge des Demokraten Thomas O’Malley antrat. Nach einer Wiederwahl im Jahr 1940 konnte er bis zum 3. Januar 1943 zwei Legislaturperioden im Kongress absolvieren. Dort wurden zunächst noch weitere New-Deal-Gesetze der Bundesregierung verabschiedet. Seit Dezember 1941 war auch die Arbeit des Kongresses von den Ereignissen des Zweiten Weltkrieges bestimmt.
1942 und 1944 bewarb sich Thill erfolglos um seinen Verbleib bzw. seine Rückkehr in das US-Repräsentantenhaus. In den Jahren nach seinem Ausscheiden aus dem Kongress arbeitete er in der Investmentbranche und auf dem Immobilienmarkt in San Diego. Dort ist er am 6. Mai 1975 auch verstorben.